# Dávid Guba
Dávid Guba (ur. 29 czerwca 1991 w Humenné) – słowacki piłkarz występujący na pozycji pomocnika w klubie MFK Karviná. Wychowanek 1. HFC Humenné, w swojej karierze grał także w takich zespołach jak Tatran Preszów, MŠK Žilina, AS Trenčín oraz Bruk-Bet Termalica Nieciecza. Były młodzieżowy reprezentant Słowacji.